# Partizak
Partizak (in armeno Պարտիզակ?, "giardino", in passato Bakhchajur) è un comune dell'Armenia di 268 abitanti (2009) della provincia di Aragatsotn.